# Elena Vaytsekhovskaya
Elena Vaytsekhovskaya (n. 1 martie 1958, Liov, RSS Ucraineană, URSS) este o săritoare în apă ce a reprezentat Uniunea Republicilor Sovietice Socialiste, medaliată olimpică. A participat la o ediție a Jocurilor Olimpice (1976) în care a câștigat o medalie de aur.

## Participări
Lista de mai jos prezintă principalele competiții la care a participat Elena Vaytsekhovskaya de-a lungul carierei.
- diving at the 1976 Summer Olympics – women's 10 metre platform[*]